# Turan roční
Turan roční (Erigeron annuus) je druh volně rostoucí byliny. Pochází ze Severní Ameriky a v České republice roste jako zdomácnělý.

## Rozšíření
Ač je rostlina původem v Severní Americe, rozšířila se téměř do celé Evropy, východní Asie i Tichomoří. Byla původně rozmnožována jako okrasná rostlina, později zplaněla, začala se spontánně šířit a na mnoha místech zdomácněla.
V České republice se začala rozšiřovat ve velkém až od počátku druhé poloviny 20. století. Největší hustotu výskytu má na aluviálních půdách v údolích říčních toků. Jen zřídka se v ČR vyskytuje v podhorských oblastech, většinou se rozšiřuje do teplých nebo skoro teplých míst. Je velice ekologicky adaptabilní, osídluje pestrou směsici nejrůznějších přirozených a synantropních stanovišť. Postupně se šíří na louky a pastviny, včetně okolních křovin, a do lužních lesů.

## Popis
Je to jednoletá až ozimá rostlina dosahující běžně výšky 0,2 až 1 m, za velmi příhodných podmínek dorůstá až do 1,5 m. Kulatá, rýhovaná lodyha je přímá, v horní části silně rozvětvená a je hustě obrostlá světle nebo tmavě zelenými listy, které jsou z obou stran řídce až hustě porostlé různě dlouhými chlupy. Obráceně vejčité přízemní listy jsou u lodyhy klínovitě zúžené, čepele dlouhé do 6 cm a široké až 2,5 cm mají okraje pilovité, v době kvetení již většinou usychají. Lodyžní listy jsou s krátkým řapíkem nebo přisedlé, kopinatého tvaru, okraje mají pilovité nebo hladké.
Úbory na stopkách s krátkými chlupy měří v průměru 1,5 až 2,5 cm a bývají sestaveny do chocholíkových lat. Oboupohlavné trubkovité pětičetné terčovité květy se žlutými korunními lístky jsou velmi početné. Rovněž jsou četné ve dvou řadách umístěné vnější samičí květy s jazykovitými korunami barvy bílé, namodralé nebo nafialovělé, které jsou dvakrát delší než zákrov. Polokulovitý zákrov bývá dvouřadý nebo třířadý, jeho kopinaté listeny jsou holé nebo jen řídce chlupaté. Kvete v červenci až říjnu. Květy jsou opylovány létajícím hmyzem.
Plodem jsou malé, řídce chlupaté, z boku sploštělé nažky o velikosti 1 až 1,5 mm. Nažky z terčových květů mají dvouřadý chochol štětinek, z okrajových jen jednořadý. Nažky v našich podmínkách postupně dozrávají od konce srpna a zralé květenství se za suchého počasí rozpadá, do okolí bývají rozšiřovány větrem, vodou, zvířaty nebo lidskou činností. Jsou schopny vyklíčit ihned po vysemenění. Chromozómové číslo: 2n = 27.

## Význam
Je to bylina, u které spíš než přínos můžeme očekávat škodlivost. Je do české přírody nově introdukována, a protože nemá přirozených nepřátel, je přizpůsobivá půdním podmínkám a velice plodná. Vyhovuje jí české klima, rozšiřuje se takovým tempem, že je považována za invazivní druh. Je zařazována k neofytům, prvně byla ve volné přírodě na území nynější ČR zaznamenána v roce 1884.
Regulovat přílišné rozšíření není složité, postačuje preventivní posečení ještě před květem, aby se nemohly vytvořit nažky. Pokud je rostlina pokosená až po opylení květů, nažky ještě dozrají i u ležících rostlin. Platí to nejen pro louky, ale i pro údržbu nezemědělských ploch. Turan roční je také citlivý na herbicidy.

## Taxonomie
V České republice se turan roční vyskytuje ve dvou poddruzích:
- Turan roční pravý (Erigeron annuus (L.) Pers. subsp. annuus)
- Turan roční severní (Erigeron annuus (L.) Pers. subsp. septentrionalis) (Fernald et Wiegand) Wagenitz [1]

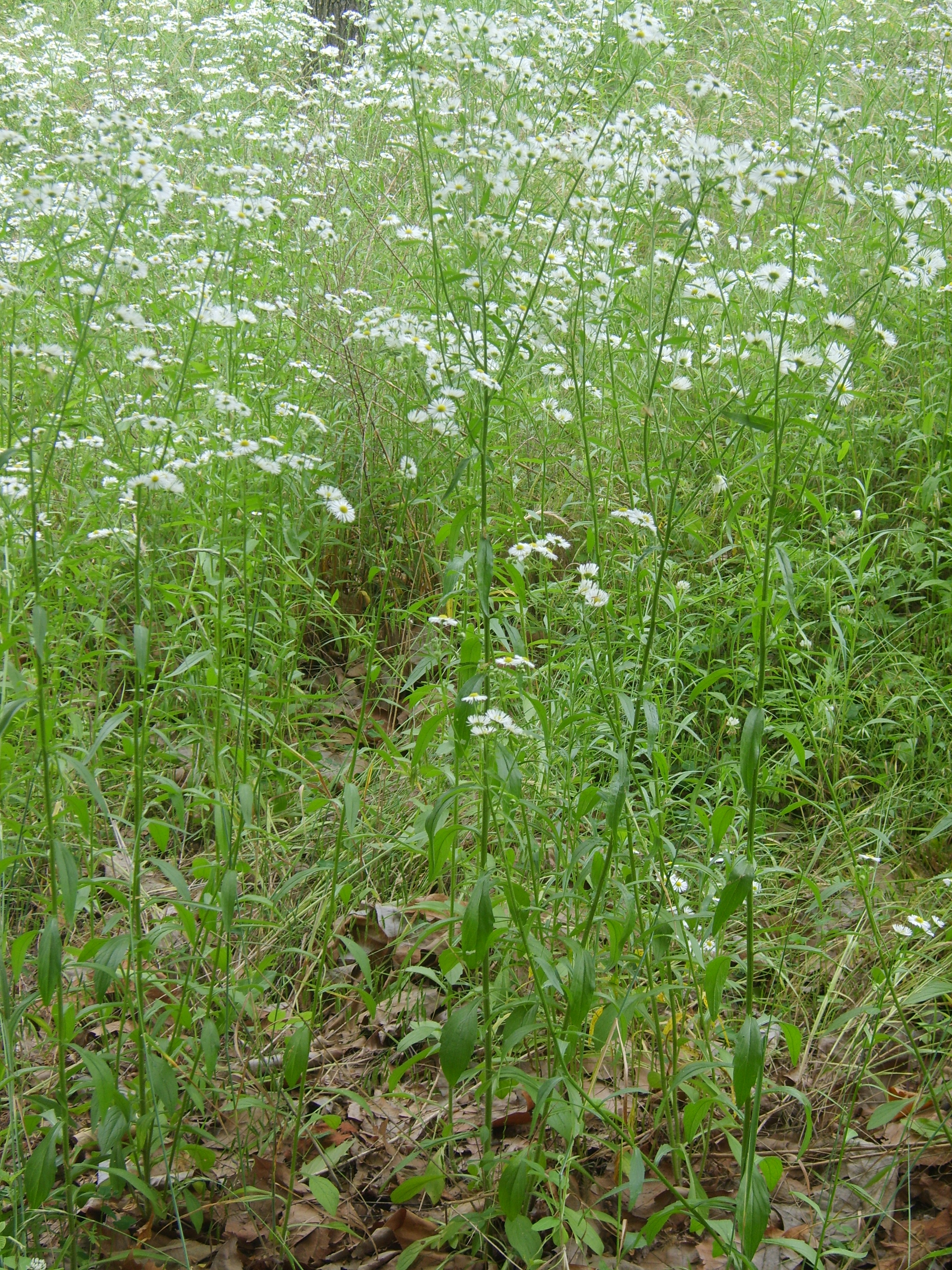
Kolonie rostlin
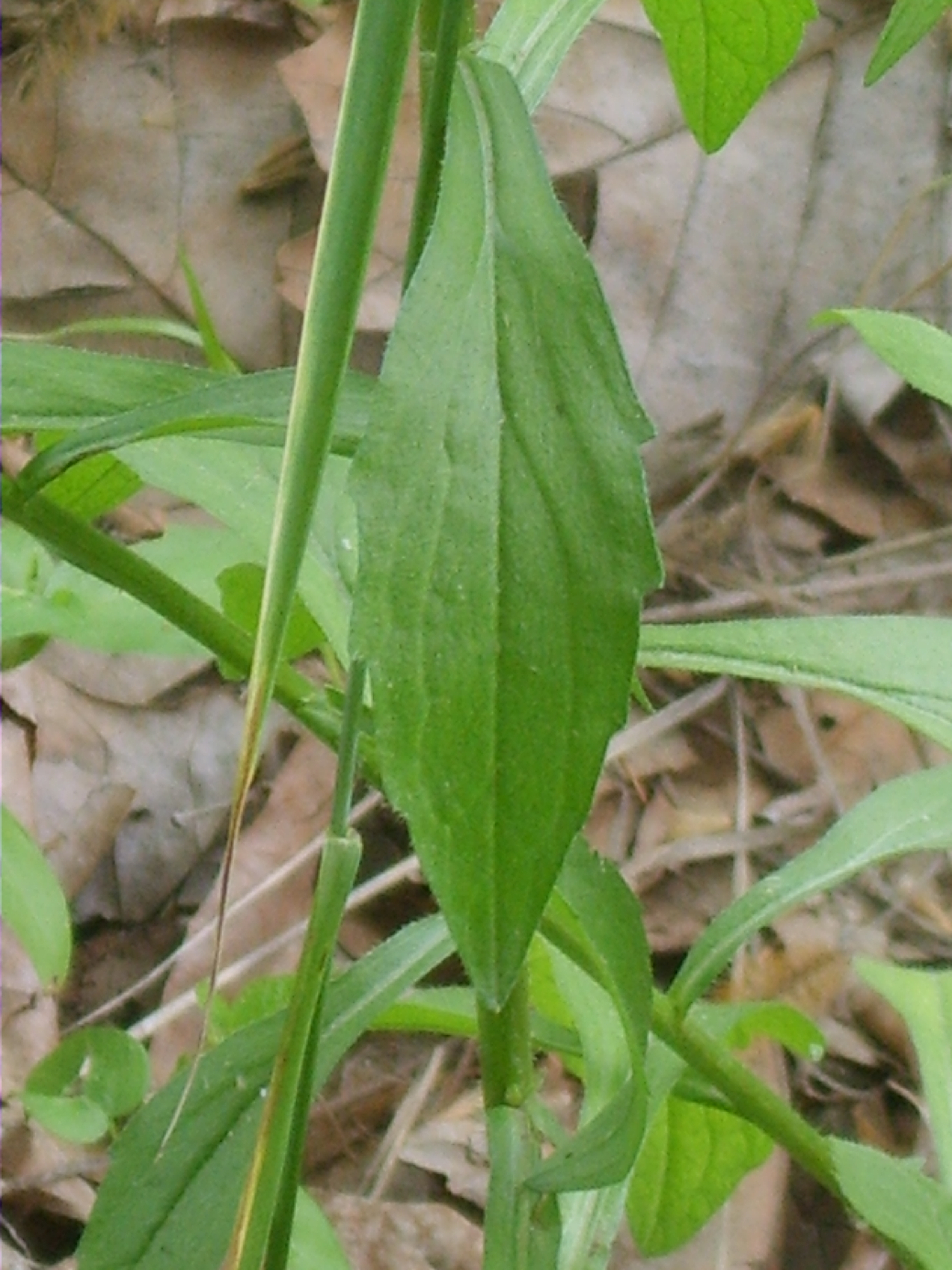
Lodyžní list
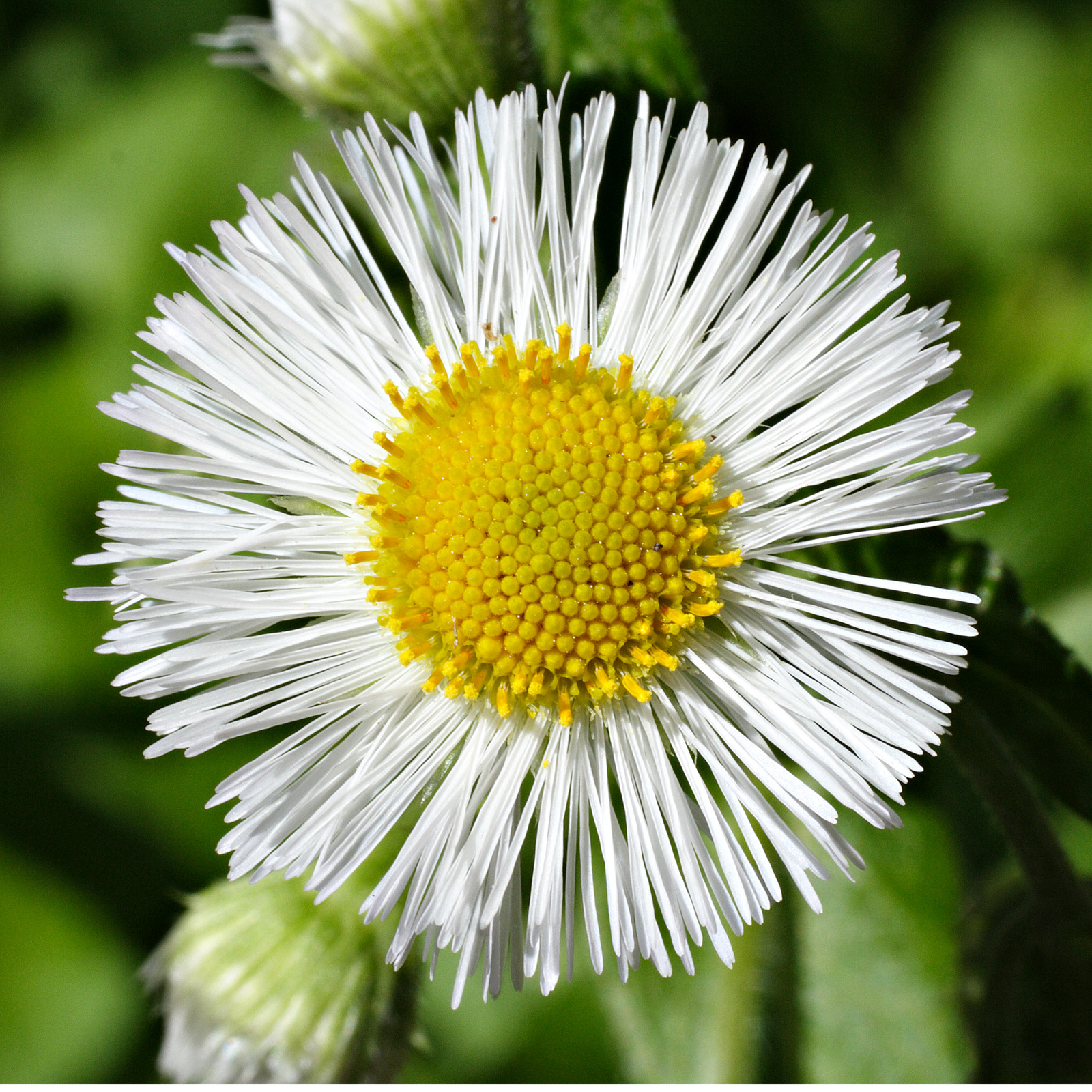
Úbor
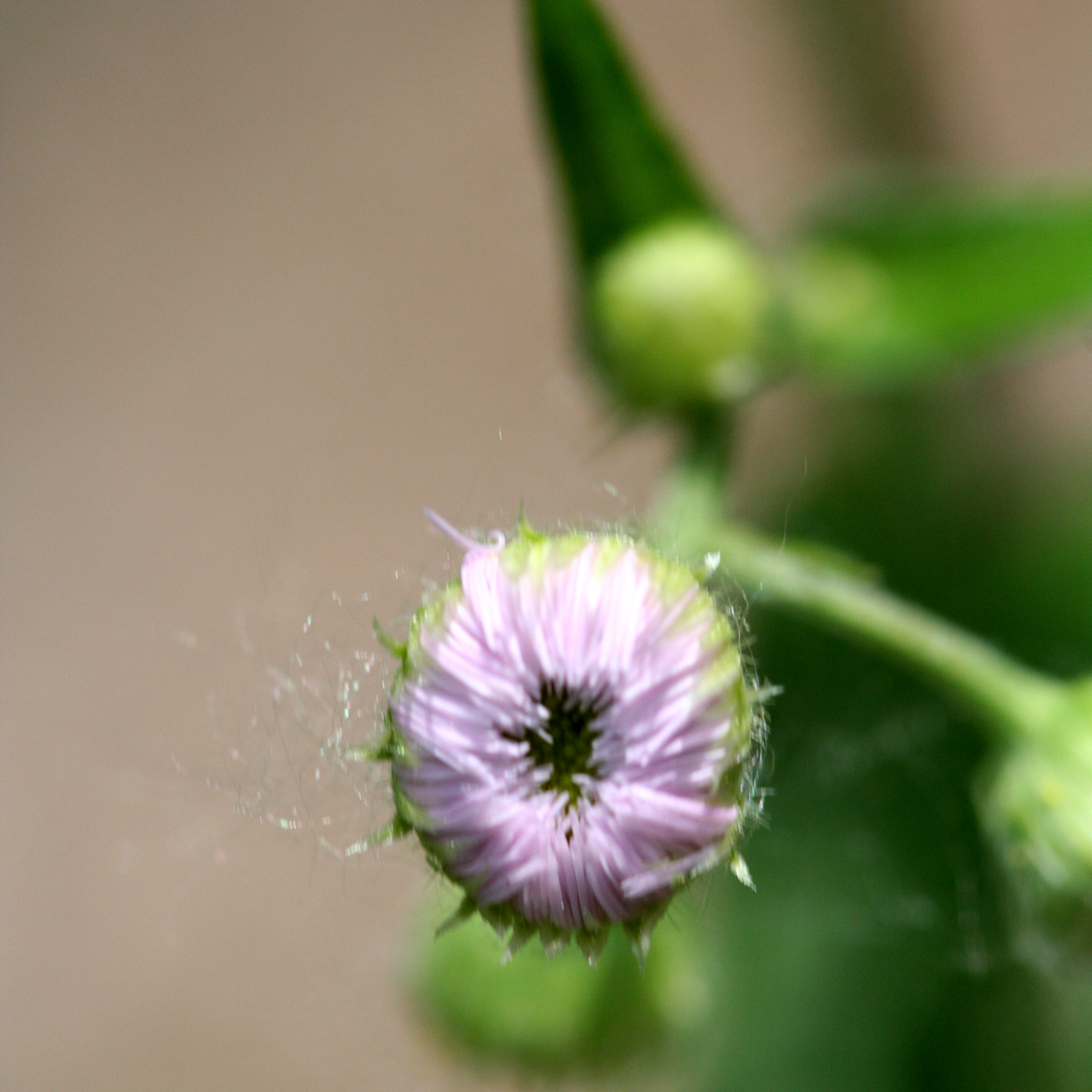
Nerozvitý úbor